# Rose Ayling-Ellis
Rose Ayling-Ellis (Hythe, 17 novembre 1994) è un'attrice britannica.

## Biografia
Sorda dalla nascita, Rose Ayling-Ellis è nata e cresciuta a Hythe e ha studiato recitazione al Deafinitely Youth Theatre.
Dopo l'esordio nel 2011 con il cortometraggio The End, ha recitato in diverse serie televisive e film, diventando nota al grande pubblico per la sua interpretazione nel ruolo di Frankie Lewis in oltre centotrenta episodi della serie televisiva EastEnders, per cui ha ottenuto una candidatura al National Television Award.
Nel 2021 ha vinto la quindicesima edizione del talent show Strictly Come Dancing, di cui è stata la prima concorrente non udente.
In campo teatrale ha interpretato Kattrin in Madre Coraggio e i suoi figli a Manchester (2019) e Celia in Come vi piace a Londra (2022), ottenendo una candidatura al Premio Laurence Olivier, il massimo riconoscimento teatrale britannico.

## Filmografia parziale

### Televisione
- Casualty - serie TV, episodio 32x07 (2017)
- Strictly Come Dancing (BBC One, 2021) Vincitrice
- EastEnders - serie TV, 131 episodi (2021-2022)
- Ludwig – serie TV, 1 episodio (2024)

## Teatrografia parziale
- Madre Coraggio e i suoi figli di Bertolt Brecht. Royal Exchange di Manchester (2019)
- Peter Pan di J. M. Barrie. Birmingham Repertory Theatre di Birmingham (2019)
- Faith, Hope and Charity di Alexander Zeldin. National Theatre di Londra (2019)
- Come vi piace di William Shakespeare. @sohoplace di Londra (2022)